# Tillegembos
Tillegembos is een provinciaal domein in Sint-Michiels, een deelgemeente van de Belgische stad Brugge. Het is 144 ha groot en is het oudste provinciedomein van de provincie West-Vlaanderen. Het is een gemengd bos met naald- en loofbomen. In het bos is onder andere het kasteel van Tillegem te bezichtigen. Er zijn ook drie boogschuttersverenigingen gevestigd rond een staande wip.